# Карак синдром
Карак синдром је неуролошко дегенеративни поремећај окарактерисан акумулацијом сувишног жељеза у мозгу. Породица у чијих чланова је болест први пут препозната живјела је у Ал Караку, граду у јужном Јордану. Овај поремећај карактерише атаксија, обрнута стопала (talipes calcaneovarus), дисартритични скенирни говор са дистоничним карактеристикама, дистоно кретање језика и мишића лица, при чему су кореформски покрети били присутни у горњим и доњим екстремитетима, иако више изражени у доњим екстремитетима. Поремеђај даље карактерише дистонијски положај стопала, брадикинезија присутна у оба пара екстремитета, дисметрија, дисдиадококинезија и интенционални тремори, како билатерални тако и симетрични. 